# Johann Christian Schröter (Jurist)

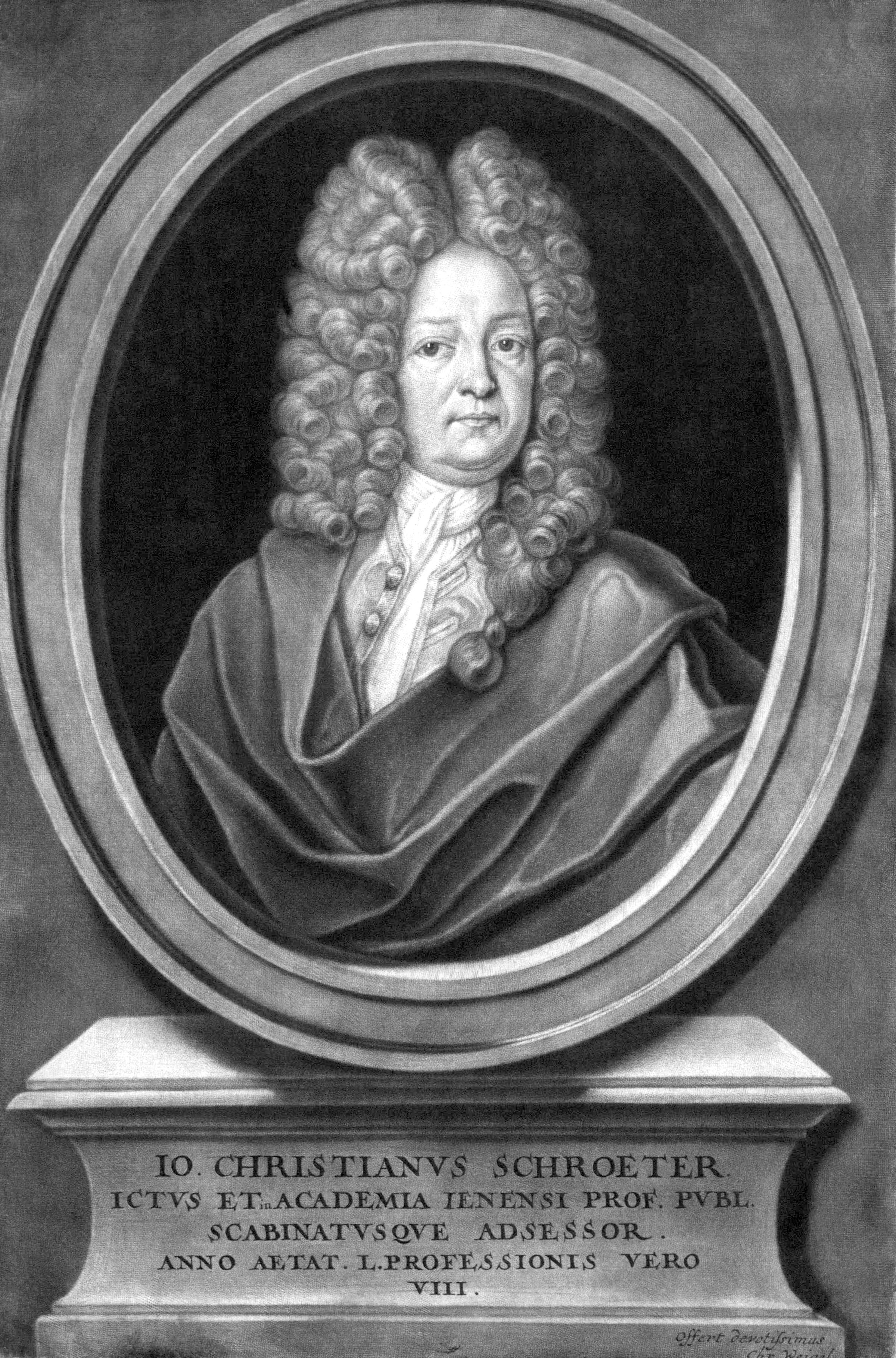
Johann Christian Schröter

Johann Christian Schröter (* 28. Januar 1659 in Jena; † 24. Juni 1731 ebenda) war ein deutscher Rechtswissenschaftler.

## Leben
Schröter war ein Sohn des Jenaer Rechtsprofessors Ernst Friedrich Schröter und dessen zweiter Frau Maria Fomann. Anfänglich wurde er durch Hauslehrer unterrichtet und danach besuchte er das Gymnasium Illustre in Gotha, welches unter der Leitung des Rektors Andreas Reyher stand. Seine Studien begann er an der Universität Jena („Salana“) zunächst bei Valentin Veltheim und Caspar Sagittarius. Im Sommersemester 1675 bezog er die Universität Leipzig, wo er die Vorlesungen von Otto Mencke, Michael Heinrich Horn, Georg Tobias Schwendendörffer, Andreas Mylius und August Benedict Carpzov besuchte. Nach einer weiteren Ausbildung in Jena bei Ortolph Fomann der Jüngere, zog er am 10. September 1677 an die Universität Frankfurt. Hier setzte er unter den Rechtsprofessoren Samuel Stryk, Johann Rhetz und Simon Christoph Ursinus (* 22. Juli 1644 in Frankfurt/Oder; † 19. Februar 1702 ebd.) seine Ausbildung fort. Ab 1680 begann Schröter in Jena juristische Abhandlungen anzufertigen, welche Fähigkeiten unter den Professoren Georg Adam Struve und Nikolaus Christoph Lyncker gefördert wurden.
Schließlich promovierte er in Jena am 30. Juli 1682 zum Doktor der Rechte und wirkte eine Zeit lang als Präses bei verschiedenen Disputationen mit. 1687 wurde er Anwalt einer Kanzlei in Jena und bald danach wurde er Anwalt am Jenaer Hofgericht. Nebenher hatte er sich auch weiter am Disputationsbetrieb der Salana beteiligt, so dass man ihn am 30. Mai 1701 zum außerordentlichen Professor der Rechte berief. 1704 stieg er zum ordentlichen Professor der Instituten auf und wurde damit verbunden Beisitzer am Hofgericht und Schöppenstuhl. Später besetzte er die Professur der Pandekten Patris secunda und wurde damit verbunden Beisitzer der Juristenfakultät. Danach folgte die Professur der Pandeken Patris Primae, die Professur des Kodex und der Novellen und schließlich die erste juristische Professur des kanonischen Rechts. Zudem erhielt er den Titel eines fürstlich sächsischen Hofrats und er wurde Erbherr in Wickerstedt und Döhlstadt. Auch beteiligte er sich an den organisatorischen Aufgaben der Hochschule. So war er mehrfach Dekan der Juristenfakultät und in den Sommersemestern 1717 sowie 1725 Rektor der Alma Mater.

## Familie
Schröter war zwei Mal verheiratet.
Seine erste Ehe ging er am 19. November 1683 in Jena mit Helena Margaretha Pascasius (* 21. April 1666 in Jena; † um 1697 in Jena), Tochter des Bürgermeisters und Syndikus in Jena Georg Pascasius (* 6. November 1613 in Sangerhausen; † 18. Dezember 1667 in Jena) und dessen Frau Anna Magdalena Schmid, ein. Aus der Ehe gingen sieben Kinder hervor, welche alle, bis auf den Sohn Christian Friedrich Schröter (* 12. August 1684 in Jena; † 22. Oktober 1720 ebd. Hofrat und Universitätssyndikus, verh. mit Sophia Christina Slevogt und Louisa Schmidt), jung verstarben.
Seine zweite Ehe schloss er 1698 mit Anna Dorothea Götze, Tochter des Jenaer Theologen Georg Götze. Aus der Ehe stammten drei Kinder: Margaretha Sophia Schröter († 25. Februar 1748 in Jena), verheiratet ab 1720 mit Johann Bernhard Wiedeburg, Sophia Marg(a)retha Dorothea Schröter, verheiratet mit Carl Adolf Braun, sowie Johann Ernst Schröter (* 9. April 1722 in Jena; † Juli 1760 in Eisenach), Professor der Rechte in Jena und Erlangen.

## Werke (Auswahl)
- De statu naturali et legali. Jena 1674 (reader.digitale-sammlungen.de).
- Iuridicum hoc de reliquis. Von Resten. Jena 1680 (reader.digitale-sammlungen.de).
- Diss. de reliquis altera. Jena 1683 (reader.digitale-sammlungen.de).
- De iusta mulierum ignorantia. Jena 1684 (reader.digitale-sammlungen.de).
- Sobriam iuris criticam, benevolo Superiorum indultu. Jena 1685 (reader.digitale-sammlungen.de).
- Quomodo nuda scientia crimini quem involvat, dissertatio. Jena 1686 (reader.digitale-sammlungen.de).
- De editione actorum publicorum ad L. II. de edendo. Jena 1689 (reader.digitale-sammlungen.de).
- De litis renunciatione. Jena 1693 (reader.digitale-sammlungen.de).
- Disputatio iuridica de cautionibus indefinitis. Jena 1698 (reader.digitale-sammlungen.de).
- De eo quod circa geminationem iustum est. Jena 1703 (reader.digitale-sammlungen.de).
- Dissertatio Juridica De vasallo non statu Imperii. Von denen Reichs-Vasallen, welche nicht zugleich vor Reichsstände zu halten. Jena 1704 (reader.digitale-sammlungen.de).
- De probatione dominii. Jena 1705 (reader.digitale-sammlungen.de).
- Dissertatio de curatione feudi. Jena 1707 (reader.digitale-sammlungen.de).
- De sententia confirmatoria dissertatio. Jena 1708 (reader.digitale-sammlungen.de).
- Dispvtatio Ivridica, De Nominis Proprii Expressione. Germanis: Von Nothwendigkeit der Ausschreibung des vollen Nahmens. Jena 1709 (reader.digitale-sammlungen.de).
- Dissertatione de testium minus idoneorum habilitate. Jena 1711 (reader.digitale-sammlungen.de).
- Commentatio iuridica de delictis vasallorum, quae in personam domini committuntur. Jena 1712 (reader.digitale-sammlungen.de).
- Disputatio inauguralis iuridicaœ de legatis ad pias causas. Jena 1714.
- Dispvtatio Inavgvralis, De Conventionibus Imperfectis. Jena 1715 (digitale.bibliothek.uni-halle.de).
- De eo quod circa diffidentiam iustum est. Jena 1718 (daten.digitale-sammlungen.de).
- Dissertatioœ de successione coniugum iuxta statuta Gothana. Jena 1719 (reader.digitale-sammlungen.de).
- Dissertatio iuridica inauguralis de commodo vel incommodo ex alterius persona accidente, quod ex sua non habuisset. Jena 1720 (reader.digitale-sammlungen.de).
- Dissertatio iuridica inauguralis de dote in secundo matrimonio tacite renovata. Jena 1723 (reader.digitale-sammlungen.de).
- Diatribae de ivramentis principvm S. I. R. Germanici Particvla de sacramentis principvm ecclesiasticorvm. Jena 1725 (reader.digitale-sammlungen.de).
- Disputatio inauguralis de iure novo Hadrianeo, in prima digestorum parte comprehenso. Jena 1726 (reader.digitale-sammlungen.de).
- Dissertatio inauguralis iuridicaœ de eo quod circa facta universitatum licita iustum est. Jena 1729 (reader.digitale-sammlungen.de).
- Dissertatio inauguralis iuridica exhibensœ differentiam iuris rom. et germ. circa connubium impar. Jena 1731 (reader.digitale-sammlungen.de).
- Commentatio De Pecvnia Habitationis Vidvarvm. Vom Haus-Gelde derer Wittwen. Jena 1753 (reader.digitale-sammlungen.de).